# Norra Runnaby
Norra Runnaby är en bebyggelse strax norr om tätorten Örebro och Södra Runnaby i Örebro kommun. Från 2015 avgränsar SCB här en småort.
Ekers kyrka ligger i ortens norra del i det som även kallas Eker.